# Soyo
Soyo er en by i den nordlige del af Angola med et indbyggertal på ca. 200.920 (2014) indbyggere.
Byen ligger ved Congoflodens udmunding i Atlanterhavet. Den ligger i provinsen Zaire i den allernordligste del af Angola, på grænsen til nabolandet Demokratiske Republik Congo.